# Dekanat Chemnitz
Das Dekanat Chemnitz ist ein Dekanat des römisch-katholischen Bistums Dresden-Meißen.
Es umfasst acht Pfarreien in Chemnitz sowie den Landkreisen Mittelsachsen und dem Erzgebirgskreis mit rund 14.000 Katholiken. Bei der Strukturreform 2002 wurde das Dekanat neu geordnet.
Dekan ist Roman Neumüll, der Pfarrer von Freiberg.

## Pfarreien mit Kirchengebäuden
| Pfarrei            | Patrozinium                  | Katholiken | Verantwortungsgemeinschaft                       | Pfarrkirche                                     | Filialkirchen und Kapellen | Bild Pfarrkirche |
| ------------------ | ---------------------------- | ---------- | ------------------------------------------------ | ----------------------------------------------- | --- | ---------------- |
| Annaberg-Buchholz  | Heilig Kreuz                 | 1122       | VG Annaberg-Marienberg                           | Heilig-Kreuz-Kirche Annaberg-Buchholz           | St. Bonifatius Bärenstein, Christkönig Oberwiesenthal, St. Joseph Jöhstadt                                                              |                  |
| Chemnitz           | Hl. Mutter Theresa           | 6500       | ehem. VG Chemnitz Pfarreigründung 22. April 2018 | Propsteikirche St. Johannes Nepomuk Chemnitz    | St. Antonius Chemnitz, St. Franziskus Chemnitz, St. Joseph Chemnitz, Maria Hilf Chemnitz, St. Marien Zschopau, St. Antonius Frankenberg |                  |
| Flöha              | St. Theresia                 | 844        | VG Freiberg-Flöha                                | St. Theresia Flöha                              | Hl. Maximilian Kolbe Augustusburg, St. Maria von der immerwährenden Hilfe Oederan (zeigt das Bild)                                      |                  |
| Freiberg           | St. Johannes der Täufer      | 2569       | VG Freiberg-Flöha                                | St. Johannis Freiberg                           | St. Konrad von Parzham Hainichen |                  |
| Limbach-Oberfrohna | Mariä Unbefleckte Empfängnis | 673        | VG Borna-Geithain-Limbach-Wechselburg-Mittweida  | Mariä Unbefleckte Empfängnis Limbach-Oberfrohna | |                  |
| Marienberg         | Mariä Unbefleckte Empfängnis | 908        | VG Annaberg-Marienberg                           | Mariä Unbefleckte Empfängnis Marienberg         | Maria, Königin des Friedens Olbernhau, St. Elisabeth Neuhausen                                                                          |                  |
| Mittweida          | St. Laurentius               | 564        | VG Borna-Geithain-Limbach-Wechselburg-Mittweida  | St. Laurentius Mittweida                        | |                  |
| Wechselburg        | Heilig Kreuz                 | 821        | VG Borna-Geithain-Limbach-Wechselburg-Mittweida  | Basilika minor Hl. Kreuz Wechselburg            | St. Michael Burgstädt, St. Christopherus Rochlitz, St. Aegidius Penig                                                                   |                  |

## Pastoraler Erkundungsprozess
Im Rahmen des Pastoralen Erkundungsprozesses schlossen sich mehrere Pfarrgemeinden zu Verantwortungsgemeinschaften zusammen.
Eine Verantwortungsgemeinschaft wurde bereits zu einer neuen Pfarrei vereinigt. Alle katholischen Gemeinden in Chemnitz schlossen sich 2018 zur neuen Stadtpfarrei Hl. Mutter Theresa zusammen.